# Nieuwe Spiegelstraat 64
Nieuwe Spiegelstraat 64 te Amsterdam is een gebouw in de Nieuwe Spiegelstraat in Amsterdam-Centrum. Het gebouw is sinds 1970 een rijksmonument.
Het gebouw stamt uit de tweede helft van de 17e eeuw, wanneer Amsterdam weer een stuk landbouwgebied voor woningbouw inlijft. Het monumentenregister houdt de omschrijving het kort: "Pand met halsgevel uit 17e eeuw".

Opvallend detail in de gevel is een gevelsteen, waarmee deels de geschiedenis van het gebouw verklaard kon worden. Die gevelsteen ging echter jarenlang deels verscholen achten een lijst. De pui van de begane grond is pas later aan het gebouw bevestigd en werd zo gemonteerd, dat de tekst onder de gevelsteen verdween. Bij een renovatie rond 1995 kwam het onderschrift tevoorschijn. Deze luidt: 
’T Huys te Bieseling.
In de oude administratie (kwijtscheldingen, notariële akten, etc.) van Amsterdam werd Joannes/Johannes (van) Bieseling (circa 1661-<1696) gevonden die in 1687 een deel van een perceel Nieuwe Spiegelstraat kocht en in 1693 het gebouw verkocht.  Bieseling was echter gedoopt Amsterdammer (17 juni 1661, Westerkerk) en zoon van Matthijs Jansz, die nooit de naam Bieseling heeft gevoerd. Matthijs Bieseling was een uit Rotterdam afkomstig meubelmaker, die wel gewerkt heeft voor burgemeester François de Vicq, die hier om de hoek woonde in de Gouden Bocht, Herengracht 476. Gezien de afgelegde route van Matthijs Jansz. vermoedt men dat hij of een van zijn voorouders uit Biezelinge komt. De afbeelding ondersteunt dat verhaal dan weer niet. Het kasteelachtige landhuis met bordes, wachthuis en stal aan een water is niet bekend in Biezelinge, noch in de geschiedenis daarvan (gegevens 2021). Joannes Bieseling was chirurgijn in de stad Amsterdam en voerde zijn bedrijf (chirurgijnwinkel) uit in het gebouw tussen Kerkstraat en Prinsengracht.
In juni/juli 2021 werd de gevelsteen aangevuld met een bouwstelling van Street Art Frankey.

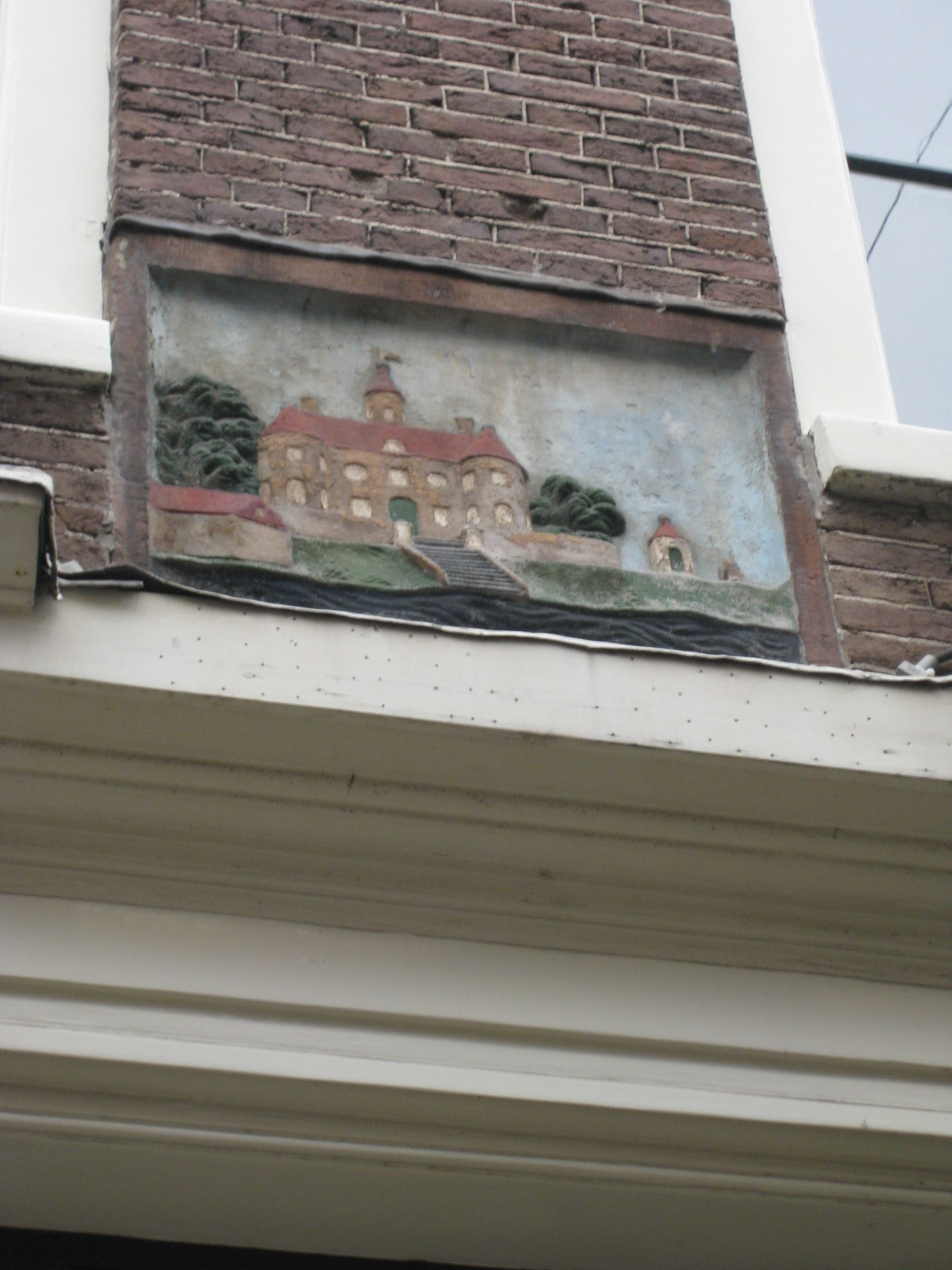
Gevelsteen ’T Huys te Bieseling (september 2011)

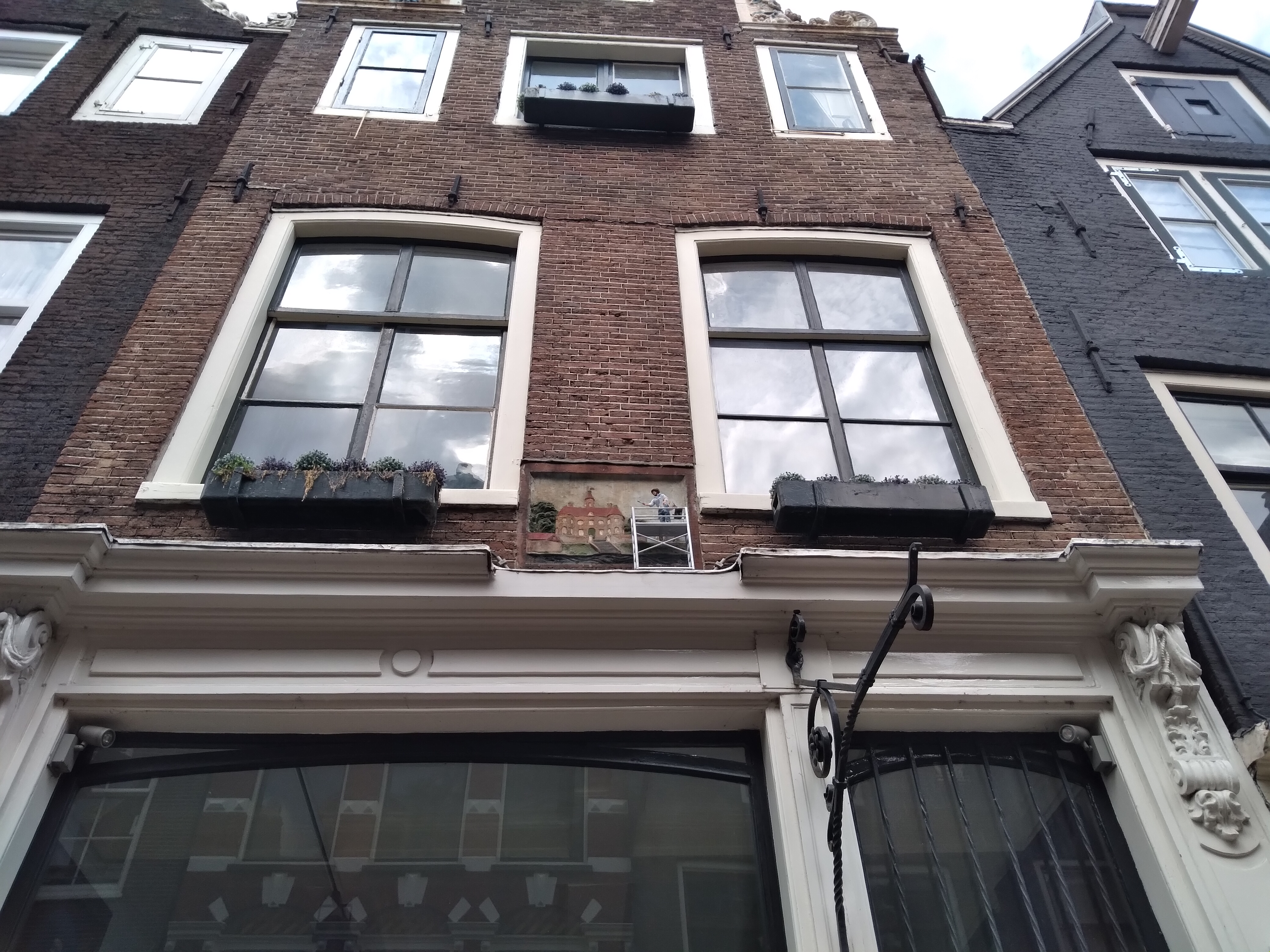
Gevelsteen met bouwstelling (juli 2021)